# ریچارد تنگوریان
ریچارد تنگوریان (ارمنی: Տիգրան Թընկըրեան؛ انگلیسی: Richard Tenguerian؛ زادهٔ ۳ اوت ۱۹۵۵) معمار ارمنی‌تبار اهل ایالات متحده آمریکا است.

## زندگی‌نامه
وی در در حلب به دنیا آمد و از مؤسسه پرت فارغ‌التحصیل گشت. 